# 2001 FC185
2001 FC185, também escrito como 2001 FC185, é um objeto transnetuniano (TNO) que está localizado no cinturão de Kuiper, uma região do Sistema Solar. Ele é classificado como um cubewano. O mesmo possui uma magnitude absoluta de 8,1 e tem um diâmetro com cerca de 106 km.

## Descoberta
2001 FC185 foi descoberto no dia 27 de março de 2001 pelos astrônomos R. L. Allen, G. Bernstein, e R. Malhotra.

## Órbita
A órbita de 2001 FC185 tem uma excentricidade de 0,102 e possui um semieixo maior de 42,946 UA. O seu periélio leva o mesmo a uma distância de 38,563 UA em relação ao Sol e seu afélio a 47,329 UA.